# Georg Kugelmann (Verlag)

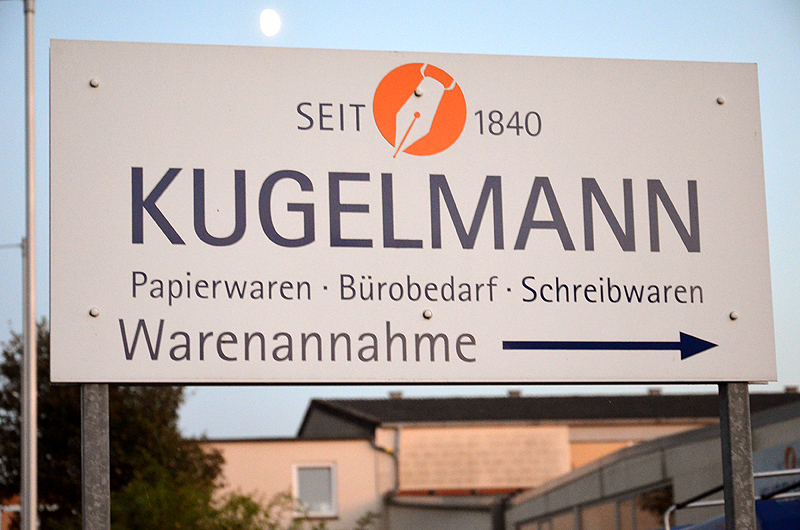
Wegweiser „Warenannahme“ mit stilisierter Zeichenfeder als Logo von Kugelmann in der Max-von-Laue-Straße 19 in Hemmingen

Georg Kugelmann war eine Großhandlung für Papier-, Schreibwaren-, Lederwaren und Bürobedarf mit Sitz in Hannover, später in Hemmingen/Region Hannover. Das Unternehmen war „führend beteiligt“ an der Weiterentwicklung der ab dem Ende des 19. Jahrhunderts aufgekommenen Ansichtskarten.

## Geschichte

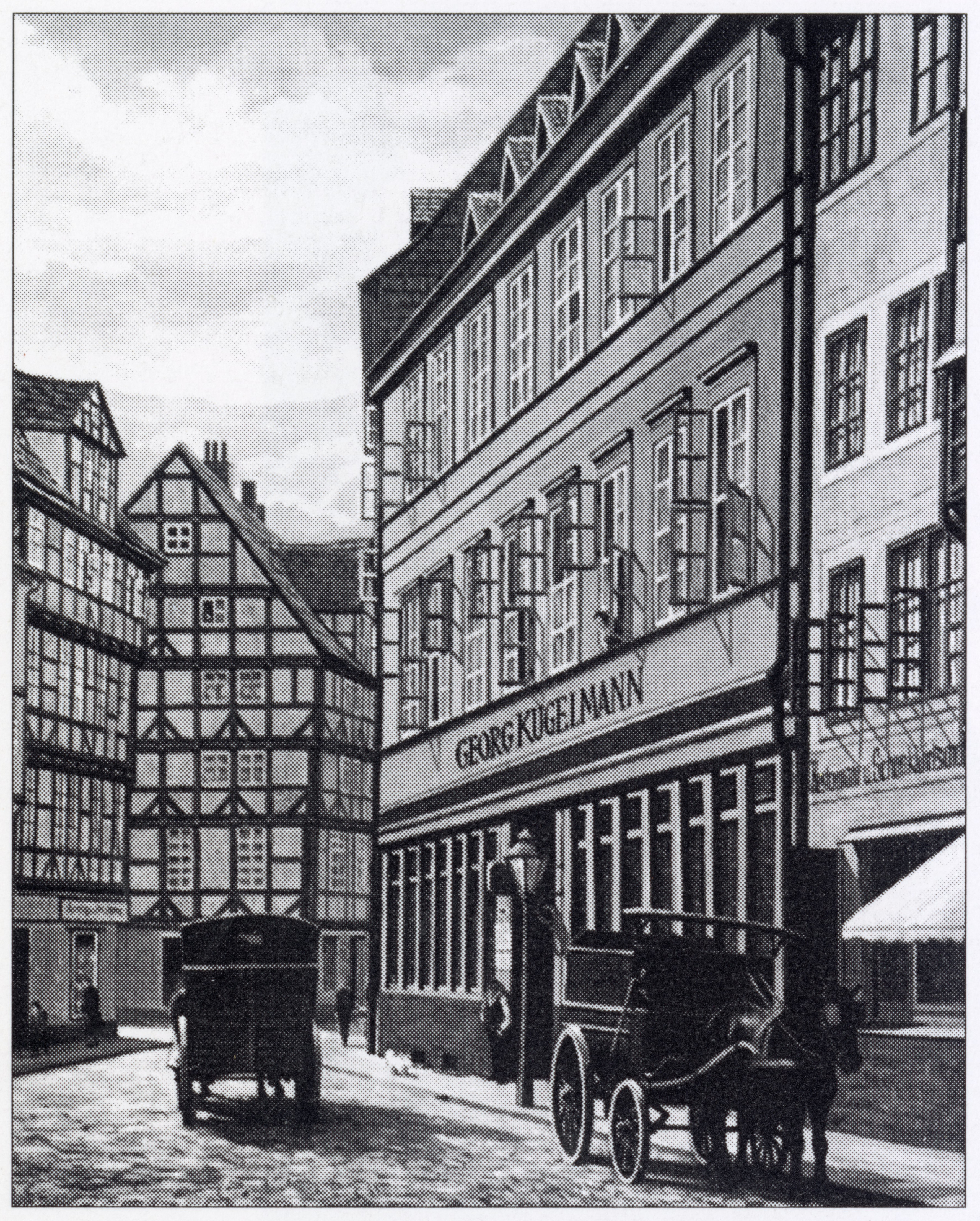
Um 1900: Wohn- und Geschäftshaus Georg Kugelmann in der Burgstraße 40;
anstelle des Historischen Museums Hannover

Der Kaufmann Georg Kugelmann gründete am 15. April 1840 in Hannover seine gleichnamige Firma. Erster Sitz des Grossisten für Schreibgeräte war das Haus Osterstraße 72, in dem er anfangs insbesondere Gänsekiele anbot, die sich die Nutzer noch individuell nach eigener Handhaltung zuschneiden mussten. Im Zuge der Industrialisierung führte Kugelmann 1848 die ersten Schreibfedern aus Stahl im Königreich Hannover ein, wurde für das Gebiet zugleich Exklusivlieferant für die aus London importierten Stahlfedern der Firma C. Louis & Co. Nachdem bald darauf auch in Deutschland Stahlfedern hergestellt wurden, erweiterte die Firma das Produktportfolio entsprechend.
Als kurz vor der Jahrhundertwende Ansichtspostkarten allgemeine Verbreitung fanden, beteiligte sich die Firma Georg Kugelmann führend an deren Weiterentwicklung. Auf der Pariser Weltausstellung 1900 wurde das Unternehmen für seine Postkarten nach eigenen Aufnahmen mit der Silbernen Medaille ausgezeichnet. Ebenfalls noch zur Zeit des Deutschen Kaiserreichs wurden Fotografien aus dem Hause Kugelmann zur Illustration von Büchern verwendet.

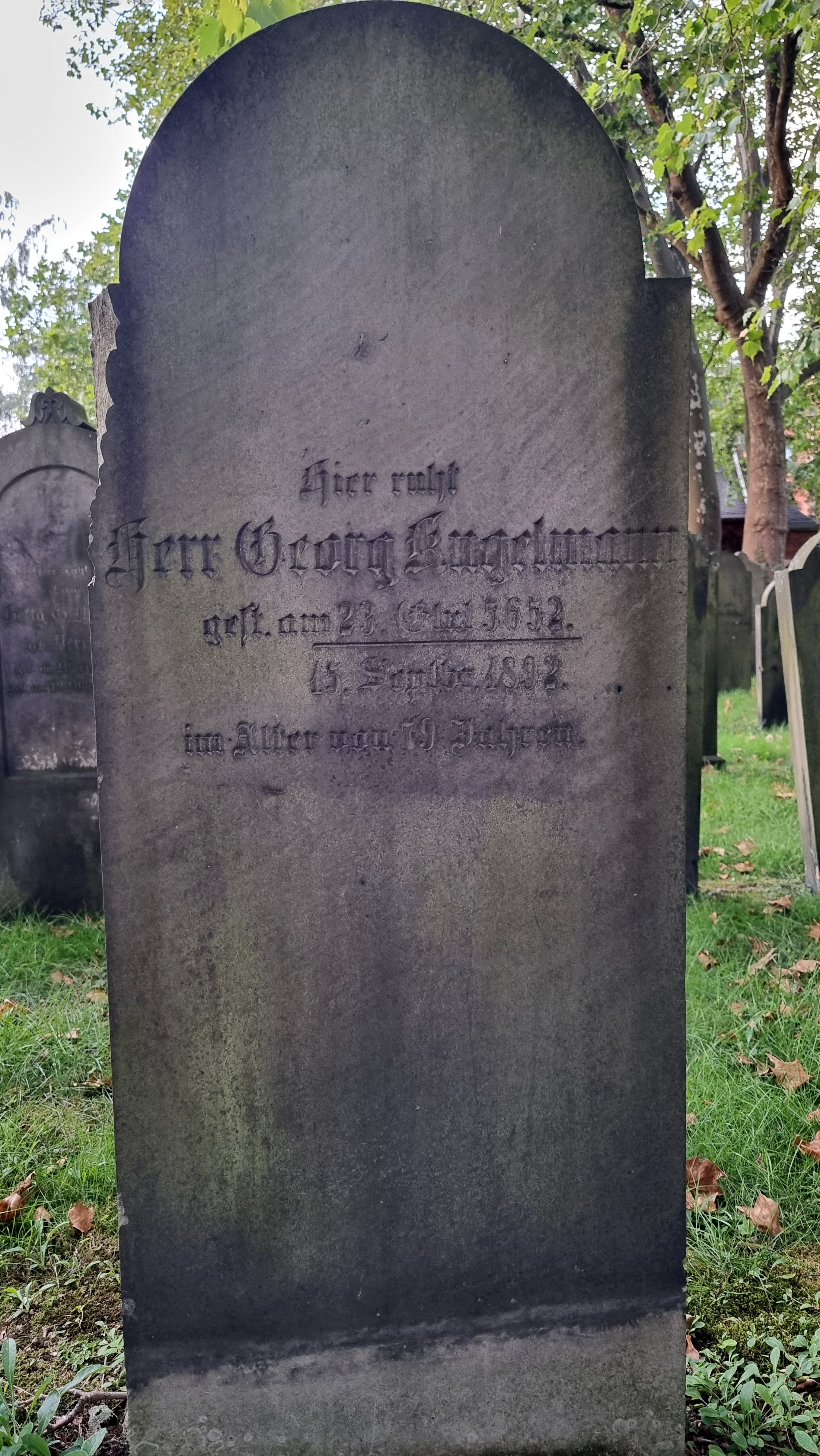
Grabstein des 1892 gestorbenen Firmengründers auf dem Jüdischen Friedhof an der Strangriede

Am 6. April 1891 hatte Gustav Danne eine Ausbildung in dem Unternehmen begonnen. Nach seiner Lehre und der Ableistung seiner militärischen Dienstpflicht blieb er in dem Unternehmen, das – nach Zwischenstationen in der Artilleriestraße und der Burgstraße 27, im Jahr 1901 in neue Geschäftsräume im Haus Burgstraße 40 übersiedelte.
1928 wurde Gustav Danne Teilhaber, 1929 alleiniger Inhaber der Firma Georg Kugelmann. 1936 nahm er seinen Sohn Heinz Danne als Mitinhaber auf.
Während der Luftangriffe auf Hannover im Zweiten Weltkrieg wurden 1943 die Räumlichkeiten der Firma durch Fliegerbomben zerstört. „Zwangsweise mit nur 6 [verbliebenen] Angestellten“ siedelte das Unternehmen daraufhin nach Elze über. Aufgrund der kriegsbedingten Warenknappheit fuhr Heinz Danne anschließend zu noch unzerstörten Lagern in West- und Süddeutschland, um seiner Kundschaft regelmäßig  monatlich verschieden große Waren-Zuteilungen liefern zu können.

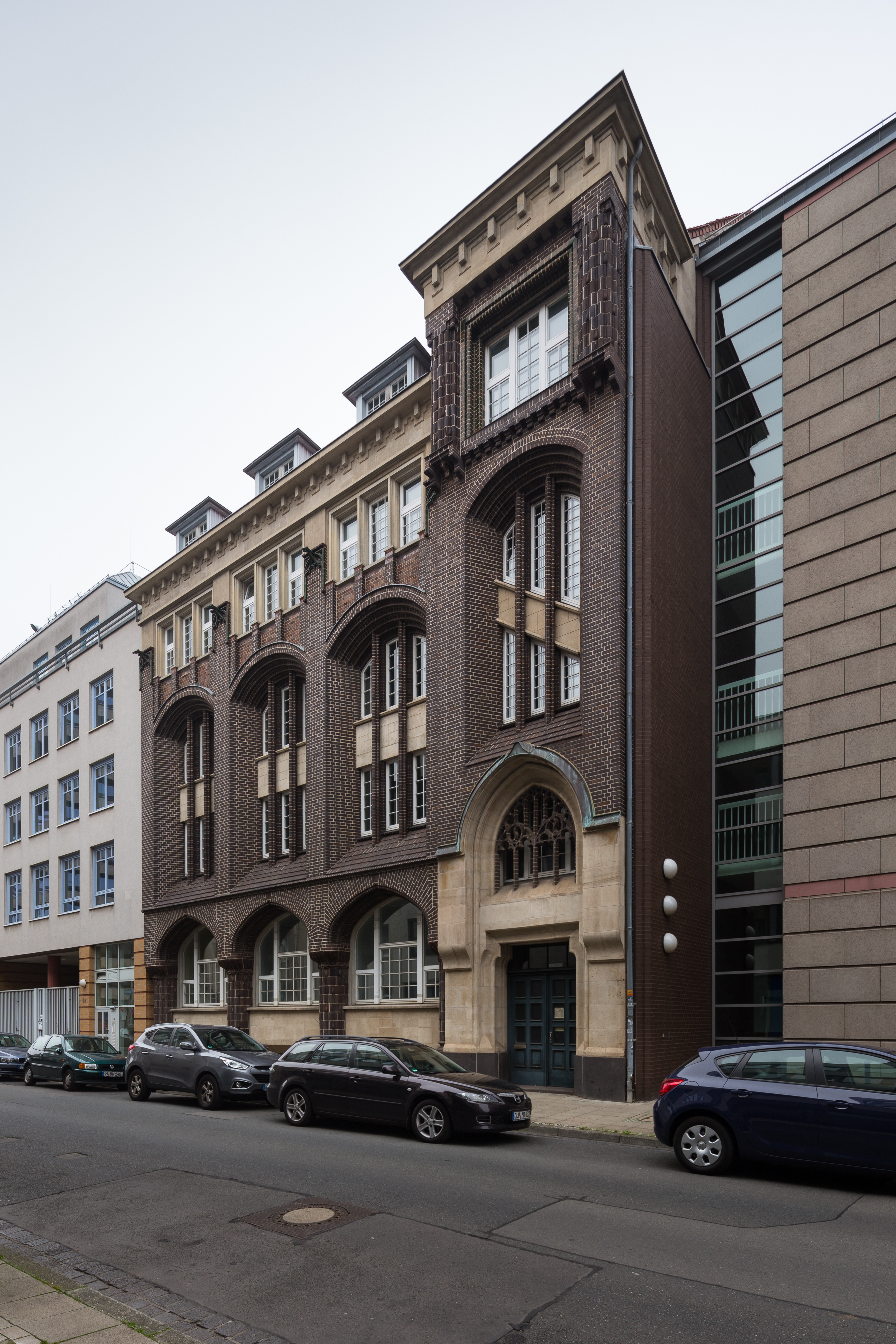
Ab 1949 firmierte Georg Kugelmann in der Herrenstraße 8A

1949 bezog die Firma neuere Räume im Haus Herrenstraße 8A. Dort beschäftigte das Unternehmen in der ersten Hälfte der 1950er Jahre mehr als 50 Angestellte und unterhielt einen Fuhrpark mit sechs Fahrzeugen.
1961 siedelte das Unternehmen nach Hemmingen über. Am dortigen Firmensitz in der Max-von-Laue-Straße 19 ließ die Firma 1972 einen neuen Bürokomplex errichten.
Am 24. August 1978 wurde die Georg Kugelmann GmbH mit dem Firmenzweck „Großhandel mit Papier-, Schreib-, Lederwaren, Spielen und Bürobedarf [sowie] Beteiligung an anderen Unternehmen“ neu beim Amtsgericht Hannover eingetragen.
2009 hatte das Großhandelshaus neben seiner Zentrale Standorte in Hamburg, Magstadt bei Stuttgart und Göttingen. 2010 verloste Kugelmann anlässlich des bevorstehenden 170-jährigen Gründungsjubiläums unter den mehr als 1.000 Fachhandelskunden in Deutschland 170 Leuchtkästen mit dem Schreibwaren-Logo von Kugelmann, einer stilisierten Zeichenfeder.
Anfang 2022 erhielt das Familienunternehmen für die energetische Sanierung sowie die Installation einer Solaranlage auf dem 1.410 Quadratmeter großen Hauptdach des zum Teil vermieteten, 1972 erbauten Bürokomplexes in Hemmingen von der Region Hannover einen Zuschuss von 50.000 Euro; den bis dahin höchsten Zuschuss-Betrag nach der Dach-Solar-Richtlinie.

## Kugelmanns Ansichtskarten

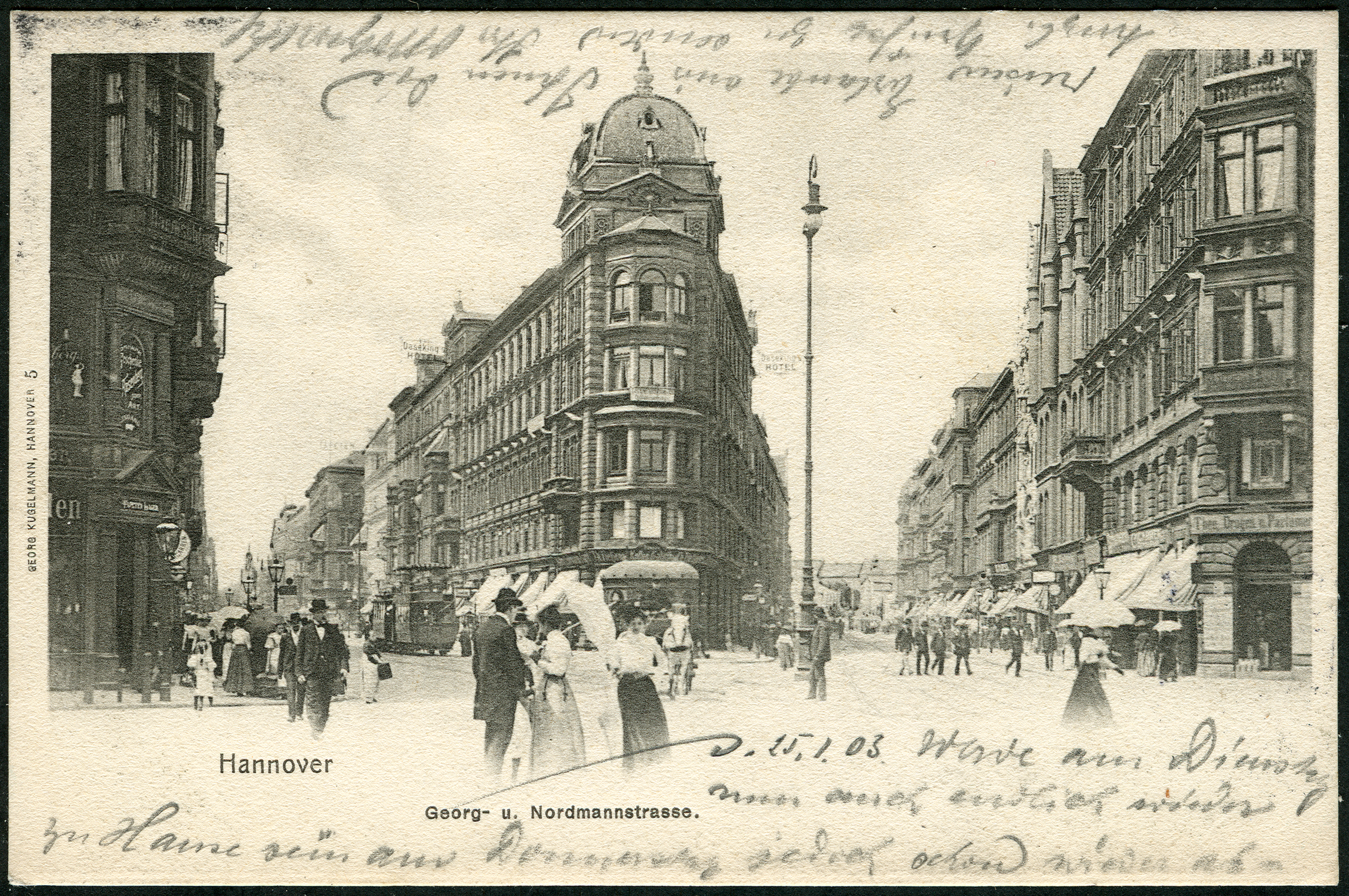
Lichtdruck-Ansichtskarte Nr. 5 „Georg- und Nordmannstraße“ mit Doppeldecker der Straßenbahn Hannover, um 1898

Neben fortlaufend nummerierten, im Lichtdruck als Ansichtskarten nach eigenen Aufnahmen und im eigenen Verlag vervielfältigten Fotografien produzierte Georg Kugelmann auch Bildpostkarten für andere Verleger. Zudem gab das Unternehmen ganze Karten-Serien heraus; beispielsweise ist die Karte „Aus der guten alten Zeit, Serie B. 4“ bekannt als Lithografie nach einer Vorlage des hannoverschen Zeichenlehrers Wilhelm Kretschmer mit dem Titel „Hannover. Steinthor mit Artillerie-Kaserne und Haus der Väter“.

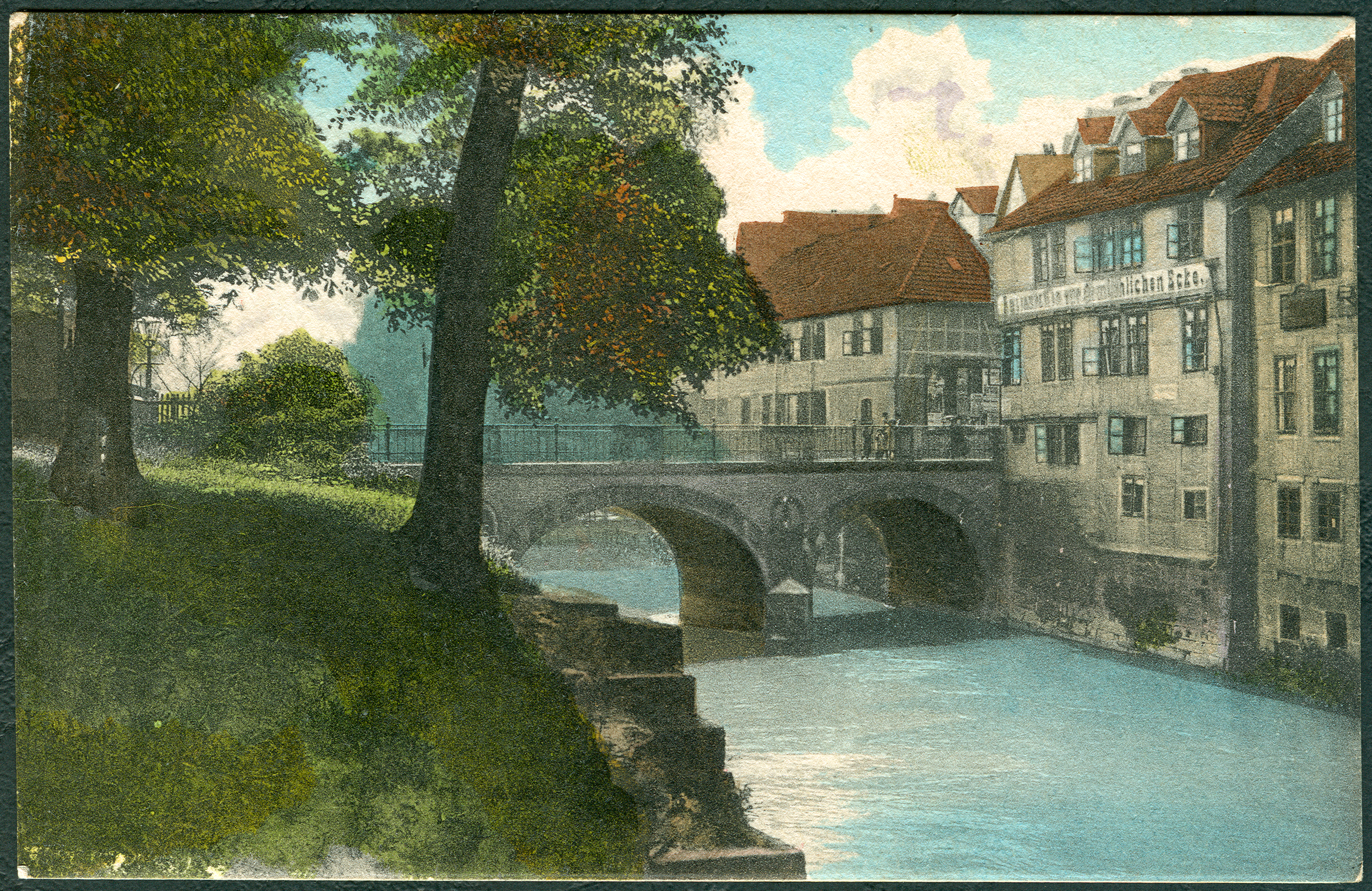
Kräftig teil-koloriert: Nr. 126: „Partie an der Leinebrücke“
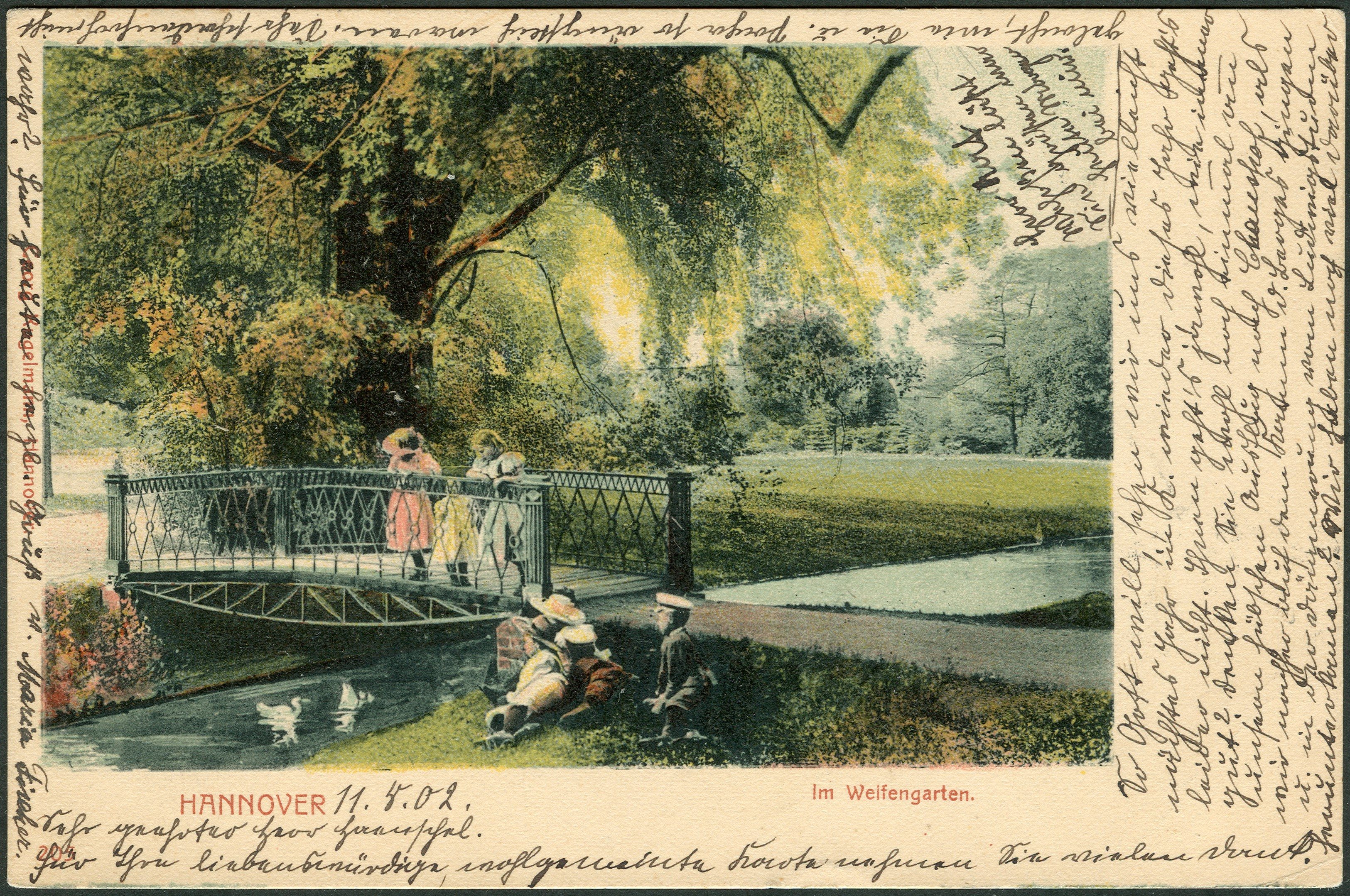
Nr. 205: Kinder auf der Lavesbrücke im Welfengarten
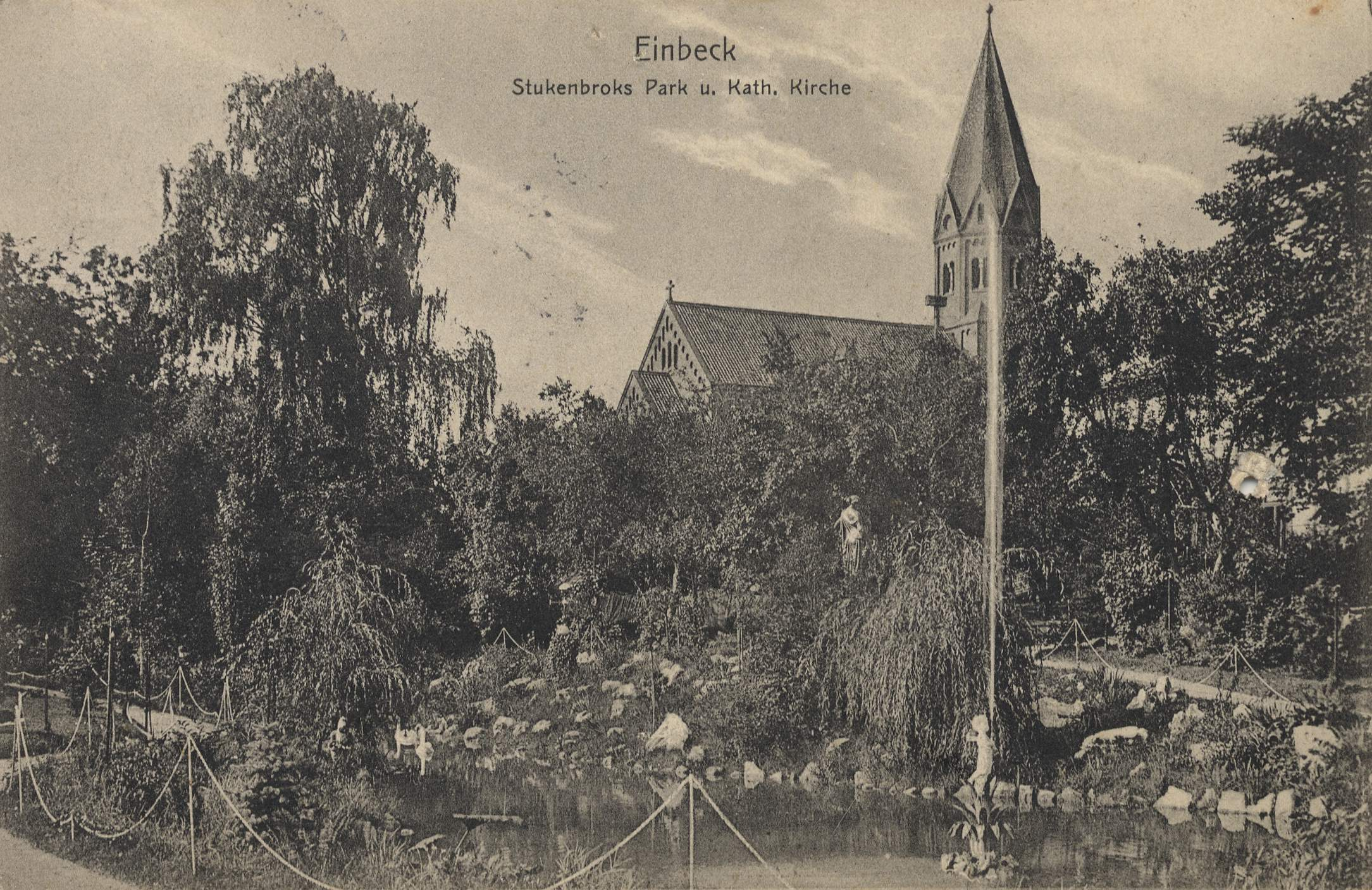
Nr. 1014 aus dem Jahr 1906: „Einbeck: Stukenbroks Park und Kath. Kirche“; Sammlung bei zeno.org
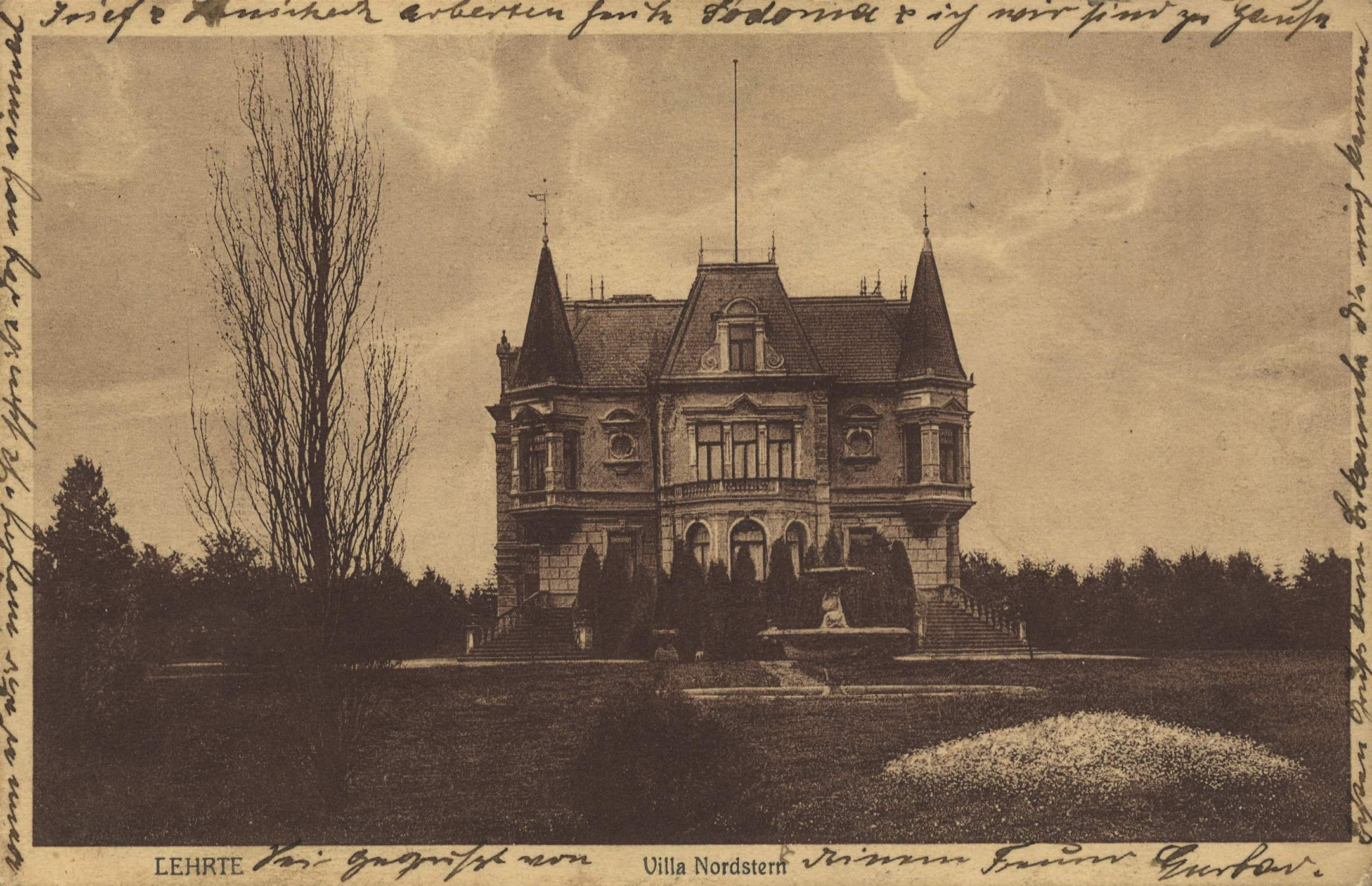
Lehrte, Villa Nordstern; Verlag von Karl Block; von Kugelmann 1908 datiert
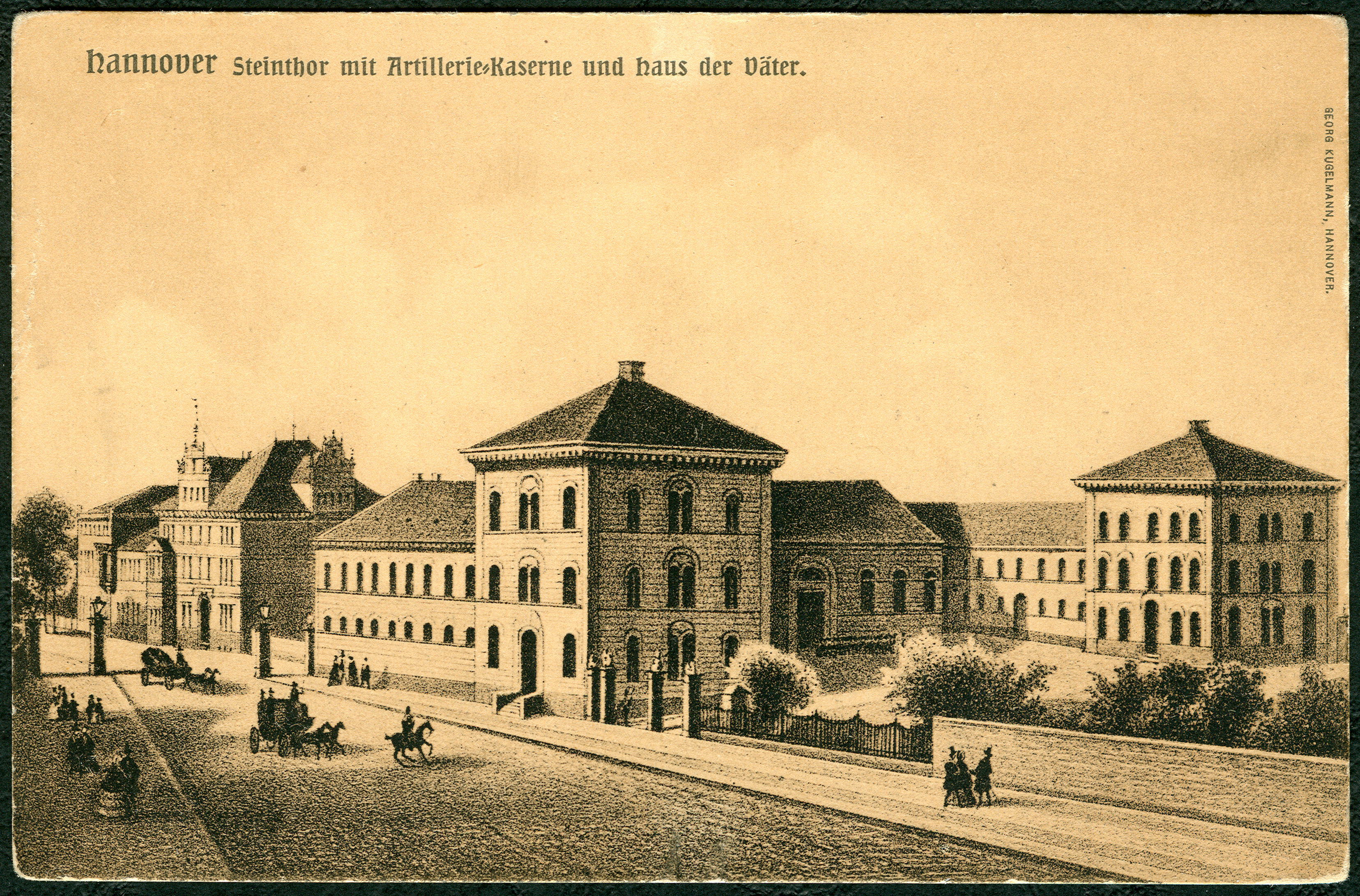
„Hannover, Steinthor mit Artilleriekaserne und Haus der Väter“; Lithografie „Aus der guten alten Zeit, Serie B. 4“, nach Wilhelm Kretschmers Vorlage